# Кириченко Борис Йосипович
Борис Йосипович Кириченко (нар. 26 червня 1938, селище Вільшана Київської області, тепер Городищенського району Черкаської області) — український радянський діяч, інженер-гідротехнік, журналіст. Кандидат у члени ЦК КПУ в 1986—1990 роках. Кандидат економічних наук, доктор філософії, професор, член Національної спілки письменників і Національної спілки журналістів України.

## Біографія
Освіта вища. У 1960 році закінчив Український інститут інженерів водного господарства, здобув спеціальність інженера-гідротехніка.
У 1960—1964 роках працював майстром і виконробом будівельно-монтажного управління (БМУ)-75 тресту «Західводбуд».
Член КПРС з 1964 року.
У 1964—1969 роках — начальник Чернівецького будівельно-монтажного управління (БМУ)-76 тресту «Західводбуд».
У 1969—1977 роках — інструктор, заступник завідувача сільськогосподарського відділу ЦК КПУ.
У 1977—1981 роках — радник посольства СРСР у Чехословаччині.
У 1981—1983 роках — інспектор ЦК Компартії України.
У 1983—1987 роках — 1-й заступник завідувача відділу сільського господарства і харчової промисловості ЦК КПУ.
У 1987—1990 роках — завідувач сектора зовнішньоекономічних зв'язків відділу сільського господарства і харчової промисловості ЦК КПРС. У 1991 році — начальник Головного управління зовнішньоекономічних зв'язків Міністерства сільського господарства і продовольства СРСР.
З грудня 1991 року — начальник Головного управління зовнішньоекономічних зв'язків Міністерства аграрної політики  України. З 1997 року — консультант президента України Леоніда Кучми.
У 1998—2000 роках — 1-й заступник керівника апарату Верховної Ради України, 1-й помічник Голови Верховної Ради України Олександра Ткаченка.
У 2005—2006 роках — радник голови Верховної Ради України Володимира Литвина. Працював журналістом в газеті «Сільські вісті». Був головою Громадської колегії при Міністерстві аграрної політики України.
Потім — на пенсії в місті Києві.

## Нагороди
- два ордени Трудового Червоного Прапора
- французький орден «За заслуги в сільському господарстві»
- дві медалі «За трудову доблесть»
- чехословацька медаль «Климента Готвальда»
- Почесна Грамота Президії Верховної Ради РРФСР